# Matsumurina kagina
Matsumurina kagina är en insektsart som först beskrevs av Matsumura 1932.  Matsumurina kagina ingår i släktet Matsumurina och familjen dvärgstritar. Inga underarter finns listade i Catalogue of Life.